# Segle XIV aC
El segle XIV aC és un període de l'edat antiga caracteritzat per l'increment de les relacions comercials entre els grans pobles d'Orient Mitjà, que provocaran una influència mútua detectable en l'art i la tecnologia.

## Política
Durant el segle xiv aC té lloc l'esplendor de l'Imperi hitita. Assíria inicia la seva expansió territorial sota el comandament d'Adadnirari I. Els aqueus dominen el Peloponès. Yinxu esdevé la nova capital xinesa. Es troben els primers poblats dels il·liris.
El faraó Akhenaton inicia una sèrie de canvis politicoreligiosos a Egipte, la majoria dels quals van ser abandonats pels seus successors. Es conserven les cartes d'Amarna, que inclouen la correspondència del monarca. La seva dona, Nefertiti, era considerada l'exemple màxim de bellesa de l'època antiga.

## Economia i societat
El comerç entre Egipte, Mittani, Babilònia i els pobles llevantins constitueix un eix regular d'intercanvi que agilita el coneixement de les invencions tecnològiques de les diferents civilitzacions i explica la similitud de molts mites, propagats pels comerciants. Els productes que més es venien eren el coure, la fusta, les pells de grans animals i la terrissa decorada. Dins el segment del luxe, es compraven ornaments d'ivori, metalls preciosos i cavalls.

## Invencions i descobriments
Comença a sorgir la idea d'unir el Nil amb la mar Roja (futur canal de Suez), si bé la tecnologia existent només pot fer obres parcials per millorar la irrigació de la zona.

## Art, cultura i pensament
Akhenaton intenta implantar el monoteisme a Egipte al voltant del culte al sol, important tradicions de pobles veïns, com els palestins. Els monuments i himnes de la deïtat proliferen i suposen una època molt fèrtil en la cultura egípcia. El seu fill Tutankamon va ser enterrat en una tomba de gran importància arqueològica.